# Móvil (escultura)

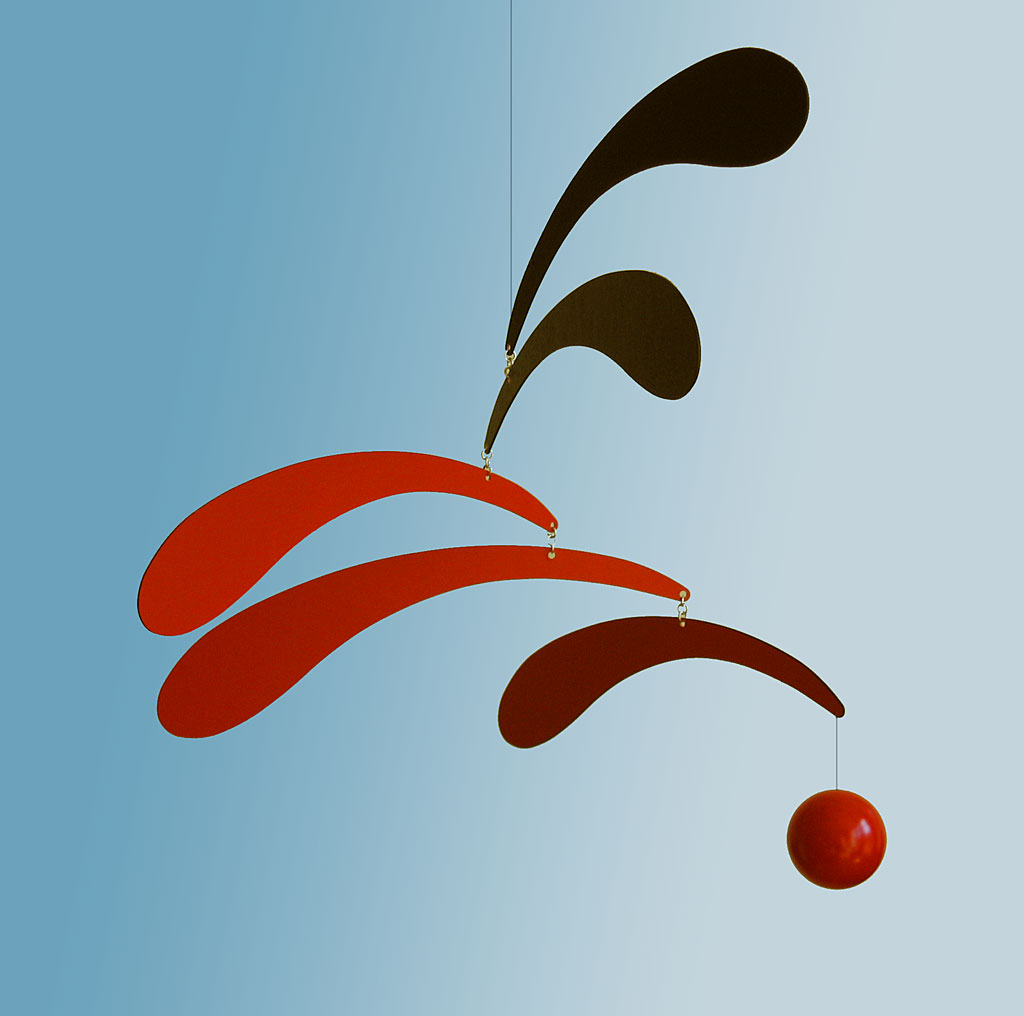
Un moderno y simple móvil en el estilo de Alexander Calder.

En escultura el móvil (en inglés mobile) es un modelo abstracto que tiene piezas móviles, impulsadas por motores o por la fuerza natural de las corrientes de aire.
Sus partes giratorias crean una experiencia visual de dimensiones y formas en constante cambio. El término fue inicialmente sugerido por Marcel Duchamp para una exhibición de 1932 en París sobre ciertas obras de Alexander Calder, quien se convirtió en el más grande exponente de la escultura mobile de Aaron.
Los móviles no solo pueden ser abstractos, también pueden ser figurativos.